# Tribunál (Star Trek: Stanice Deep Space Nine)
Tribunál (v anglickém originále Tribunal) je v pořadí dvacátá pátá epizoda druhé sezóny seriálu Star Trek: Stanice Deep Space Nine.
Miles O'Brien je odsouzen a později obviněn soudem na Cardassii I, kde právní postavení obviněného je určeno dříve, než soud začne: vinen.

## Příběh
Náčelník O'Brien se právě chystá na dovolenou se svojí ženou Keiko, když narazí na stanici na svého starého přítele Boonea. Dlouho před O'Brienovou službou na Deep Space Nine, ještě před jeho působením na Enterprise, spolu sloužili na lodi USS Rutledge. Při vítání Boonea si ale náčelník nevšimne, že muž nahrává jeho hlas. O'Brienovi se poté vydají runaboutem na dovolenou, jejich výlet ale netrvá dlouho, neboť jsou zastaveni Cardassiany a náčelník je zatčen. Na Deep Space Nine je komandér Benjamin Sisko informován, že O'Brien byl uznán vinným a odsouzen k smrti, přičemž proběhne ještě slavnostní „proces“, při němž bude přečten rozsudek a poté bude náčelník popraven. Nikdo ale Siskovi neřekl, jaká jsou obvinění.
Mezitím posádka Deep Space Nine zjistí, že někdo ukradl ze stanice množství hlavic fotonových torpéd, které pravděpodobně skončí v rukou Makistů, povstalecké skupiny proti Cardassianům. Major Kira Nerys se podívá do staničních záznamů, kde nalezne údaje, že přenos hlavic provedl O'Brien. Přehraje si bezpečnostní záznam obsahující náčelníkův hlas, který zřetelně požaduje přístup k hlavicím. Tento důkaz použijí Cardassiané před O'Brienovou popravou k demonstraci jeho viny. Jadzia Dax a doktor Julian Bashir bezpečnostní záznam prozkoumají a jsou přesvědčeni, že O'Brienův hlasový příkaz je pouze simulace, vzorek jeho hlasu byl upraven do zprávy, kterou náčelník vlastně nikdy neřekl. Když je tento důkaz předložen soudu na Cardassii Jedna, ten jej zamítne.
Sisko vyšetřuje Boonea, cizince, kterého viděl mluvit s O'Brienem předtím, než opustil stanici. Když jej doktor Bashir vyšetří, zjistí, že se nejedná o pravého Boonea, ale o chirurgicky upraveného Cardassiana, jehož vzhled byl změněn tak, aby se dostal k O'Brienovi a mohl nahrát jeho hlas. Do konce slavnostního procesu zbývá už jen málo času, do soudní síně ale dorazí Sisko i s „Boonem“. Soudkyně tak zjistí, že podvod byl odhalen a O'Briena propustí.

## Zajímavosti
- Loď Rutledge, na které O'Brien dříve sloužil, byla poprvé zmíněna v epizodě „Zraněný“ seriálu Nová generace, která se zabývala následky cardassijského masakru ve federační kolonii na planetě Setlik III.
- Jedná se o první epizodu Deep Space Nine režírovanou Averym Brooksem, představitelem komandéra Siska.